# Nivette Dawod
Mari-Nivette Dawod, född 8 maj 1986, är en svensk journalist.
Sedan 2010 arbetar Dawod på Aftonbladet med utrikesjournalistik och liverapportering. År 2015 var hon Sveriges Radios första utrikeskorrespondent-trainee, en tjänst som skapats i avlidne Nils Horners anda.
År 2020 nominerades hon till Stora journalistpriset i kategorin Årets Röst för sin insats i Aftonbladets coronachatt. Juryns motivering löd "Inga frågor är för små, ingen läsare ovälkommen. Hon är lugnet i stormen och redaktionens varma och trägna röst".